# Vz.24/G24(t)
Vz.24/G24(t) — чехословацька армійська гвинтівка, що була на озброєнні у 1924—1945 роках.
Від німецького карабіна 98к вона відрізнялась тільки формою фурнітури, а в усьому іншому була повністю йому ідентична, навіть їхні деталі можна було взаємозамінити. З 1924 року це була штатна гвинтівка чехословацької армії. Її відправляли на експорт до Чилі, Гватемали, Колумбії, Перу а також Болгарії, Сербії та багатьох інших країн Європи та Латинської Америки.
Коли навесні 1939 року Чехословаччину захопила Німеччина, виробництво зброї на заводі в місті Брно перейшло до німців. В гвинтівці Vz.24 німці змінили клеймо та почали виробляти цю зброю під позначенням G24(t) для німецької армії.
Після звільнення Чехословаччини у 1945 році, Vz.24 відправили в резервні запаси на склади, доки в 1958 році було прийнято на озброєння копію радянського АК-47 під назвою Vz.58, цю копію також виготовляв завод у місті Брно.

## Користувачі
- Біафра[1]
- Болівія[2]
- Бразилія[2]
- Республіка Китай[3]
- Колумбія[3]
- Чехословаччина[4]
- Еквадор[3]
- Сальвадор[3]
- Естонія[2]
- Гватемала[3]
- Іран[3]
- Ірак[5]
- Японська імперія[3]
- Латвія[2]
- Литва[2]
- Третій Рейх[4]
- Нікарагуа[3]
- Парагвай[6]
- Перу[3]
- Румунія[2]
- Словацька республіка[4]
- Іспанія[2]
- Туреччина[3]
- Уругвай[3]
- Венесуела[3]
- Королівство Югославія[4]